# Lucija de Berk
Lucija de Berk (енгл. Lucia de Berk; 22. septembar 1961.) je holandska pedijatrijska sestra, koja je bila žrtva pogrešne presude. Osuđena je za četiri ubistva, kao i tri pokušaja ubistva, koji su se događali tokom 2000. i 2001. godine u tri bolnice u Hagu u kojima je Lucija bila zaposlena. Slučaj protiv nje tužilaštvo je temeljilo na ideji da je otrovala sve stradale pacijente koji su bili pod njenom ingerencijom. Na kaznu doživotnog zatvora bez mogućnosti pomilovanja Lucija je osuđena 24. marta 2003. godine. Iako je priložila žalbu, njena presuda je potvrđena 18. juna 2004, a sud ju je tada osudio za još tri ubistva, pritom joj odredivši prinudno psihijatrijsko lečenje. Ovakva odluka nije bila u skladu sa zaključcima jedinice za kriminalističko psihološko posmatranje, koja nije ustanovila nikakvu psihičku bolest kod Lucije. Generalni advokat Vrhovnog suda je 17. juna 2008. zatražio Vrhovnom sudu ponovno otvaranje slučaja. Sud je ovaj zahtev odobrio 7. oktobra 2008. godine, budući da se za znatan broj slučajeva ispostavilo da se mogu objasniti prirodnom smrću. Lucija je oslobođena iz zatvora do početka suđenja. Na novom suđenju, direktor javnog tužilaštva priznao je da dokazi ne podražvaju Lucijinu krivicu, te je ona 14. aprila 2010. godine oslobođena svih optužbi.

## Optužbe
Kao rezultat neočekivane smrti deteta u bolnici Juliana Children's u Hagu 4. septembra 2001, ranije smrti i kardiopulmonalne reanimacije su detaljno ispitane. Između septembra 2000. i septembra 2001. ispostavlja se da je bilo devet incidenata koji se sada smatraju medicinski sumnjivim. Lucija de Berk je bila na dužnosti tokom tih incidenata, odgovorna za brigu o pacijentima i dostavu lekova. Bolnica je odlučila da podnese tužbu protiv de Berkove.

## Kazna doživotnog zatvora
Haški sud je 24. marta 2003. godine Luciju de Berk osudio na kaznu doživotnog zatvora, teretivši je za 4 ubistva i 3 pokušaja ubistva svojih pacijenata. Luciji je suđeno u slučajevima u kojima, prema medicinskim ekspertima, nijedan prirodan uzrok nije uticao na smrt.
Prilikom žalbenog postupka 18. juna 2004. de Berkovoj je potvrđena presuda za 7 ubistava i 3 pokušaja ubistva. Zločini su se navodno dogodili u 3 bolnice u Hagu: the Juliana Children's (JKZ), The Red Cross (RKZ) i The Leyenburg, gde je de Berkova radila ranije. Uprkos tome što su sudije utvrdile da samo u 2 slučaja postoje dokazi da je Lucija otrovala pacijente, ona je optužena i za sve ostale slučajeve za koje postoji manji broj dokaza. Osim što je bila osuđena na doživotnu robiju, Lucija je morala da ide na prinudno psihijatrijsko lečenje, uprkos činjenici da su je psihijatri proglasili mentalno zdravom.
Izuzetno bitan dokaz prilikom suđenja bila je izjava zatvorenika iz centra Pieter Baan, zatvorsko - psihijatrijske ustanove. On je, kako se navodilo u izjavi, načuo da je Lucija de Berk naglas izjavila: "Spasila sam trinaestoro ljudi muka...". Tokom suđenja je zatvorenik povukao svoj iskaz tvrdeći da je to izmislio. Nacionalna televizija, kao i sve ostale novinarske kuće koje su danonoćno pratile ovaj slučaj, smatrale su da je povlačenje ovog iskaza jedan veliki korak unazad. Samim tim, sve više ljudi je počelo da sumnja u ispravnost Lucijine presude.
Slučaj je zatim preuzeo Vrhovni sud Holandije koji je 14. marta 2006. doneo presudu da se Lucija oslobađa psihijatrijskog nadzora. Vrhovni sud je nakon odbijanja nekoliko žalbi Lucijinih advokata i ponovne analize laboratorijskih uzoraka, vratio predmet sudu u Amsterdamu. Nekoliko dana nakon presude,  Lucija je doživela srčani udar, nakon čega biva primljena u zatvorsku bolnicu Ševeningen. Ovaj infarkt je prouzrokovao disfunkcionalnost Lucijine desne ruke. Apelacioni sud u Amsterdamu je 13. jula 2006. osudio Luciju de Berk na doživotnu kaznu zatvora, bez psihijatrijskog lečenja.

## Sumnje
Formiran je komitet podrške za Luciju de Berk koji je nastavio da izražava sumnju vezanu za njenu osudu. Filozof Ton Derksen je, uz pomoć svoje sestre - gerijatra Mete de No-Derksen (hol. Metta de Noo-Derksen), napisao knjigu na holandskom jeziku: Lucija de B: Rekonstrukcija pogrešne presude. Iskazivali su sumnju u obrazloženje i u medicinske i statističke dokaze koji su predočeni.

### Lančani dokazi
Od sedam ubistava i tri pokušaja ubistva za koje se sumnjalo da ih je Lucija počinila, samo dva su bila medicinski dokazana. Zbog toga što je de Berkova otrovala dva pacijenta, sud je upotrebio argument takozvanog "ulančavanja dokaza". To znači da ako je više pokušanih ili izvršenih ubistava već dokazano izvan svake opravdane sumnje, potrebni su mnogo slabiji dokazi nego inače da bi se istom optuženom pripisala krivica i za neka sumnjiva i nedovoljno razjašnjena dela.
Za dva ubistva zbog kojih ju je Haški sud proglasio krivom, mnogi medicinski stručnjaci nisu isključivali prirodnu smrt. U slučaju gde su dve nezavisne laboratorije merenjem otkrile navodno trovanje digoksinom, utvrđeno je da supstanca koja je pronađena u telu žrtava nije srodna sa onom koju izaziva digoksin. Laboratorija u Strazburu je koristeći novu metodu, test visoke osetljivosti, pokazala da nije došlo do trovanja digoksinom (tabela 1). Za oba slučaja nije bilo jasno kako je Lucija de Berk mogla da otruje pacijente. Tužilaštvo je detaljnom istragom utvrdilo da su se u trenutku "trovanja" u bolničkoj sobi, zajedno sa pacijentima, nalazili lekar specijalista i njegov pomoćnik, a da Lucija de Berk nije bila prisutna u to vreme.
| Mesto porekla uzorka | Koncentracija digoksina        |
| -------------------- | ------------------------------ |
| Krv (iz gaze)        | 7.4                            |
| Staklasto telo       | 0.2                            |
| Moždano tkivo        | 4.7                            |
| Tkivo jetre          | 0 ng/mg, ništa u 2 odvojene analize |
| Tkivo bubrega        | 10.2                           |

Tabela 1.Izveštaj toksikološke analize iz Strazbura

### Statistički dokazi
Statistički proračuni igrali su presudnu ulogu u slučaju Lucije de Berk. Holandski profesor krivičnog prava, Teo de Ros (hol. Theo de Roos), navodi 2003. godine u TV specijalu NOVA: "U slučaju Lucije de Berk, statistički dokazi imaju ogroman značaj. Ne vidim kako bi do ovakve presude došlo bez istih." Pravni psiholog Henk Elfers (hol. Henk Elffers), kojeg je sud koristio kao veštaka i na samom suđenju i prilikom žalbi, izjavio je da je verovatnoća da medicinska sestra koja radi u tri bolnice bude prisutna u toliko slučajeva neobjašnjenih smrti i reanimacija 1 u 342 miliona. Ukoliko se u obzir uzmu varijacije među medicinskim sestrama u incidentima kojima prisustvuju tokom svojih smena, pomenuta verovatnoća može postati znatno veća. Ovo ukazuje na opasnosti korišćenja previše pojednostavljenog diskretnog verovatnosnog modela u ovakvim okolnostima.
Uključujući the Juliana Children’s bolnicu i dva odeljenja bolnice the Red Cross, Lucija je odradila 203 smene i bila prisutna tokom 7 incidenata. Nije jasno da li ovaj odnos ide u korist Luciji ili ne. To zavisi od proporcionalnosti broja smena koje je Lucija odradila u ovim odeljenjima, kao i od odnosa ukupne prosečne stope incidenata po svakom od odeljenja.
Ukupan broj incidenata nije jasan. Varira između 26 i 30, u zavisnosti od broja incidenata u RKZ-42, kojih je bilo između 10 i 14. Ovo čini ogroman propust u istrazi, jer su se podaci prikupljali bez korišćenja rigoroznih metoda i definicija. Na suđenju, 4 incidenta su "izbrisana" iz Lucijine smene (oni se nisu dogodili ni u drugim smenama, već su samo izgubili status incidenta). Za ukupnu verovatnoću incidenta po smeni se može uzeti odnos broja svih incidenata i broja svih smena, μ = 26/1734. Ukoliko se za jedinični vremenski interval uzme jedna smena, dobija se procena momenta srednjeg intenziteta incidenata EL. Pod uslovom da je T = 203, to znači da broj incidenata kojima je prisustvovala Lucija može biti dobro opisan Poasonovom (franc. Poisson) raspodelom sa parametrom 203L, gde intenzitet L ima Gama(1, 1/μ) raspodelu, koja je zapravo eksponencijalna raspodela na [0, {\displaystyle \infty }) sa prvim momentom μ. Prema tome, nevina Lucija bi u proseku bila prisutna tokom 203·μ = 203·26/1734 {\displaystyle \thickapprox } 3.04383 incidenata. Verovatnoća prisustvu 7 ili više incidenata data je sa:
{\displaystyle {\frac {1}{\mu }}\int \limits _{0}^{\infty }\mathbb {P} \{N\geq 7\mid L={\mathcal {l}},T=203\}e^{-l/\mu }d{\mathcal {l}}}
Koristeći dobro poznatu činjenicu iz elementarne analize, za proizvoljnu promenljivu N, koja ima Poasonovu raspodelu, imamo:
{\displaystyle \mathbb {P} \{N\geq n\}=1-\sum _{k=0}^{n-1}\mathbb {P} \{N=k\}={\frac {1}{(n-1)!}}\int \limits _{0}^{l}e^{-x}x^{n-1}dx.}
Potom slede i naredni koraci:
{\displaystyle {\frac {1}{\mu }}\int \limits _{0}^{\infty }\mathbb {P} \{N\geq n\mid L=l,T=t\}e^{-l/\mu }dl}
{\displaystyle ={\frac {1}{(n-1)!\mu }}\int \limits _{0}^{\infty }{\Biggl (}\int \limits _{0}^{tl}e^{-y}y^{n-1}dy{\Biggr )}e^{-l/\mu }dl}
{\displaystyle ={\frac {1}{(n-1)!}}\int \limits _{0}^{\infty }e^{-\{1+1/(t\mu )\}y}y^{n-1}dy}
{\displaystyle ={\frac {1}{{(1+1/(t\mu ))}^{n}}}={\left({\frac {t\mu }{1+t\mu }}\right)}^{n}}
Ovo je geometrijska raspodela sa parametrom {\displaystyle {(1+t\mu )}^{-1}}. Uzevši n = 7 i tμ = 3.04383, dobija se 0.13690, što je nešto manje od jedne sedmine.
Grafik verovatnoća {\displaystyle \mathbb {P} \{N\geq k\mid T=203\},k=1,2,...} prikazan je na slici 1.Slika 1: Verovatnoće (u korišćenom modelu) da je broj incidenata u 203 smene za jednu medicinsku sestru bar 1, 2, 3,..., ako je μ = 26/1734. Verovatnoće su predstavljene na vertikalnoj osi.
Po Luciju nepovoljniji zaključak se može izvesti ukoliko se uračunaju dva incidenta koja su se dogodila tokom Lucijine smene, za koja nije osuđena, kao i 4 incidenta koja su Derksen i sud izostavili. Time se ukupan broj incidenata koji su se dogodili u Lucijinoj smeni povećava na 13, od ukupno 30 koji su se dogodili tokom 1734 smene. Uzevši da je ρ = 1, dobija se verovatnoća od 0,0385, odnosno jedan u dvadeset šest.

### Izveštaj Holandskog forenzičkog instituta
Nakon zatvaranja žalbenih postupaka, ali pre donošenja sudske presude, državno tužilaštvo je primilo, putem Holandskog forenzičkog instituta (NFI), izveštaj o dokazima povodom trovanja digoksinom koji je napisala laboratorija za forenziku u Strazburu. Izveštaj je naknadno odložen u fioku NFI-ja, gde se nalazio dve godine, ali je na kraju ipak priložen pre krajnje procene slučaja pred Vrhovnim sudom. Prema javnom tužilaštvu, izveštaj nije sadržao nove činjenice, ali prema de Berkovoj odbrani izveštaj je dokazao da u prvom slučaju smrtonosna koncentracija digoksina nije postojala. Vrhovni sud prihvata činjenice koje su sudije žalbenog suda prijavile, i jedino ih zanima pravo i ispravnost presude, s obzirom na te činjenice. Stoga izveštaj nije bio priznat u krajnjim razmatranjima presude koju je dobila de Berk. 

### Dnevnik
Dnevnik Lucije de Berk predstavlja deo priloženih dokaza koji su doprineli njenoj osudi. U njemu je ukratko beležila svoja osećanja o životu kao medicinska sestra i, ponekad, kao prostitutka koja je pružala usluge pratnje. Na dan preminuća njene pacijentkinje (starija žena u terminalnoj fazi tumora) napisala je da se "prepustila svom iskušenju". Drugom prilikom je napisala da skriva "veoma veliku tajnu" koju ne želi da otkrije do kraja svog života i da je zabrinuta o "težnji da se prepusti svom iskušenju". De Berk je izjavila da se to odnosi na njenu strast za čitanjem tarot karata, objasnivši da je to radila potajno ne smatrajući da je takva aktivnost prikladna za bolnički ambijent. Međutim, sud je odlučio da su to dokazi da je Lucija eutanazirala pacijente. Prema sudu, čitanje karata nije skladno opisima "iskušenje" i "mogući iskaz umora", kako je to Lucija opisala. Ćerka Lucije de Berk je, prilikom gostovanja u emisiji televizijskog programa Pauw & Witteman, izjavila da su neki od zapisa u dnevniku njene majke "potpuna fikcija" koju je želela da iskoristi za pisanje trilera.
De Berk kasnije saopštava sudijama da su zapisi u dnevniku pogrešno protumačeni.

### Komitet
U holandskom pravnom sistemu, slučajevi uglavnom nisu ponovo otvarani osim ako nije pronađena nova činjenica, koja se zove novum. Nove interpretacije eksperta o starim činjenicama i podacima uglavnom nisu novum. I pored toga, Ton Derksen je priložio svoje i Meta de Noino istraživanje slučaja komitetu Posthumus II. Komisija promenljivog sastava ispituje odabrane zatvorene slučajeve i traži dokaze o neispravnostima u policijskoj istrazi, ukazujući na "tunelsku viziju" i nerazumljivost naučnih dokaza. Derksen je istakao da medicinski eksperti koji su isključili mogućnost smrti izazvane prirodnim uzrocima nisu primili sve relevantne informacije, da je hipoteza o trovanju digoksinom opovrgnuta, konkretno analizom u Strazburu, i da su statistički podaci bili pristrasni i analize neispravne, kao i zaključci izvedeni iz toga. Komisija najavljuje 19. oktobra 2006. da je ovaj slučaj jedan od retkih koji će biti razmotren detaljnije. Tri čoveka, koja je državno tužilaštvo regrutovalo iz punog komiteta Posthumus II, razmatrali su naredna pitanja, prethodno upućeni da obrate pažnju na moguće nedostatke u krivičnoj istrazi: 
- Da li naučno znanje sada menja ugao iz koga posmatramo pitanje o digoksinu?
- Da li su veštaci dobili sve bitne dostupne informacije?
- Da li su postojala neobjašnjiva preminuća i kada Lucija nije bila prisutna, nepoznata javnom tužiocu?

U oktobru 2007, komitet  objavljuje svoj izveštaj i iznosi predlog o ponovnom otvaranju slučaja. Zaključili su da je slučaj ozbiljno narušen od početka zbog "tunel vizije". Posebno, osobe koje su birane iz užih krugova autoriteta bolnice pre nego one koje su već nadaleko poznate po svojoj stručnosti, prve su pružile pomoć bolnici u svojim unutrašnjim istragama, potom obavestile policiju, i konačno se pojavile pred sudom kao nezavisni naučni eksperti. Primetili su da je postojala snažna opreka povezana sa pitanjem da li beba Amber jeste ili nije preminula od trovanja digoksinom. 

#### Beba Amber
Neočekivana smrt bebe Amber smatra se jednim od najvažnijih dokaza protiv de Berkove. Prema navodima suda, izračunato je vreme kada se dogodila fatalna intoksikacija digoksinom. U tom periodu, rad monitora koji su pratili stanje bebe bio je neobično tih, na osnovu čega se zaključuje da to ne može biti slučajnost i da je za to odgovorna Lucija, a sve u cilju prikrivanja tragova. S tačke gledišta suda, ovaj dokaz je vrlo snažan i inkriminišući, te je zbog toga on lokomotiva pogodna za izvlačenje ostalih smrtnih slučajeva, koji sami po sebi ne mogu biti pripisani Luciji "van svake sumnje".
Jedina metoda koja može da razlikuje DLIS (imunoreaktivna supstanca slična digoksinu) od digoksina je HPLC-MS, što ističu čak i holandski eksperti. Njenom primenom, izmerena je koncentracija digoksina od 7mg/L. Nakon uračunavanja prirodnog uvećanja nivoa digoksina u krvi nakon smrti, dobija se nedovoljno velika koncentracija da bi se intoksikacija digoksinom uopšte razmatrala.
U noći između 3. i 4. septembra 2001, fizičko stanje deteta je bilo gore nego što je sud predstavio. Mnoge informacije povezane sa telesnom konstitucijom ove bebe ostaju nepoznate. Sudbina ove bebe je tragična, ali se osnov za njen uzrok ne može pronaći u Luciji.
De Berk je oslobođena na tri meseca 2. aprila 2008. jer se nakon ponovnog ispitivanja smrtnog slučaja poslednje "žrtve", prirodna smrt više nije mogla izostaviti. 

## Ponovno otvaranje slučaja
Budući da je došlo do otkrića novih dokaza u slučaju Lucije de Berk koji obaraju dokaze tužioca sa prvog suđenja, slučaj je ponovo pokrenut. Generalni advokat Vrhovnog suda, Gert Knig (hol. Geert Knigge), zahtevao je 17. juna 2008. od Vrhovnog suda Holandije da se slučaj ponovo otvori. Zahtev je odobren 7. oktobra 2008. godine. 
De Berk je puštena na slobodu do novog suđenja u Arnemskom sudu. Javno tužilaštvo je zatražilo dozvolu za nove, opsežne forenzičke analize, ali je sud odbio ovaj zahtev. Umesto toga, odobrena su dalja istraživanja u još dva slučaja smrti dece, čime je nezavisni, multidisciplinarni medicinski tim dobio pristup svim raspoloživim informacijama koje se tiču ovih nesreća. Na sednici održanoj 9. decembra 2009, sud je izjavio da su integralna medicinska istraživanja u toku prethodnih devet meseci potvrdila da su slučajevi Amber, Ahmeda i Ahrafa uzrokovani prirodnom smrću. Ovo su bili jedini slučajevi u kojima se, tokom prvog suđenja, na osnovu navodnih dokaza tvrdila Lucijina umešanost.
Sudsko saslušanje se završilo 17. marta 2010. godine. Svedoci saslušani poslednjeg dana tvrdili su da su uzroci smrti u bolnici the Juliana Children's prirodnog porekla. U većini slučajeva to je bila posledica pogrešnog tretmana ili loše dijagnoze. Ispostavlja se da je delovanje medicinskih sestara, uključujući i de Berk, u nekim kriznim situacijama bilo brzo i efikasno, čime su spašeni životi nekoliko puta. Ishod novog suđenja bila je predaja javnog tužilaštva, koje je formalno zatražilo od suda donošenje presude u korist Lucije de Berk. Presuda je doneta 14. aprila 2010. godine.
Lokalna TV stanica je 12. novembra 2010. otkrila da je Lucija de Berk primila nepoznatu sumu novca kao kompenzaciju od ministra pravde. Ovu tvrdnju je kasnije potvrdio i ministar holandske novinske agencije.

### Razlozi za ponovno otvaranje slučaja
Nezavisni tim medicinskih istraživača, koji je imao pristup svim raspoloživim informacijama, izneo je svoje sumnje generalnom advokatu Knigu da su smrti na kojima počiva čitav slučaj zapravo prirodnog porekla. Sa ovim navodima se slaže i glavni toksikolog sa prethodnih suđenja, koji tvrdi da je dokumentacija vezana za zdravstveno stanje umrle dece, koju je dostavio Vrhovni sud, nepotpuna, i da kao takva može iznedriti pogrešne zaključke.
Lucija de Berk je, na saslušanju 2004. godine, osuđena na doživotnu zatvorsku kaznu, zbog navodno izuzetno visoke koncentracije digoksina, pronađenog prilikom autopsije u krvi deteta koje je bilo pod Lucijinom negom. Paradoksalna presuda je ostala na snazi, uprkos već poznatoj činjenici da krv analizirana prilikom autopsije ima očekivano znatno viši nivo digoksina od onog koji se može naći u krvi živog pacijenta. Srčane ćelije (kardiomiociti) apsorbuju digoksin iz krvi, i time smanjuju njegovu koncentraciju čak do 1000 puta. One umiru u roku od nekoliko minuta nakon smrti pacijenta, prilikom čega dolazi do difuzije digoksina u krv unutar srca i okolnih velikih krvnih sudova. Upravo ovu krv patolozi ekstrahuju da bi izvršili hemijske analize. Štaviše, krv koja je analizirana u ovom slučaju nije pravilno uzorkovana, već je isceđena iz gaze koja je ostala u telu nakon prethodne dve autopsije koje su uticale na sve organe.
Pogrešno tumačenje rezultata sa autopsije dovelo je do započinjanja kriminalističke istrage, što je kao ishod imalo nepravednu osudu Lucije de Berk. Kanadska medicinska sestra Suzan Neles (енгл. Susan Nelles) je na sličan način optužena 1981. za ubistva dece u bolnici the Toronto Hospital for Sick Children trovanjem digoksinom. Međutim, ona nije osuđena, budući da su svi dokazi u njenom slučaju bili posredni. Razlozi za visoku koncentraciju digoksina u krvi analiziranoj prilikom autopsije su objašnjeni tek 1993. godine. Uzroci ovolike količine digoksina u krvi su temeljno razmotreni 2011. godine u knjizi The Nurses are Innocent – The Digoxin Poisoning Fallacy (Dundurn Press, Toronto). U ovoj knjizi su predstavljene činjenice koje idu u odbranu Suzan Neles i koje se na sličan način mogu primeniti i u slučaju Lucije de Berk.

## Spoljašnje veze
- (holandski film iz 2014. godine)
- Lucija de B: Rekonstrukcija pogrešne presude[мртва веза]
- Intervju Lucije de Berk iz 2015. godine
- Intervju Lucije de Berk iz 2013. godine